# Блокада на Куба
Икономическата блокада на Куба от Съединените американски щати (при президента Джон Кенеди) е наложена на 7 февруари 1962 г. с цел да се накаже управлението на Фидел Кастро с помощта на икономическата сила на САЩ.

## История
Официалният повод е конфискацията на имуществото на щатските граждани от страна на правителството на Фидел Кастро. В основата си блокадата представлява забрана за всякакви икономически отношения на американските граждани с Куба и икономически свързани с Куба лица.
Ембаргото е формализирано със закон през 1992 г. (при президента Джордж Х. У. Буш) с декларираната цел „да се занесе демокрация на кубинския народ“. Конгресът засилва още повече мерките през 1996 г. Президентът Бил Клинтън разширява ембаргото през 1999 г.

## Последствия

### За Куба
Най-сериозните социални последици са в сферата на здравеопазването поради липсата на достъп до почти 50% от новите медикаменти на пазара. Все пак, според доклад от 1998, "хуманитарната катастрофа е предотвратена, само защото кубинското правителство предостави висока бюджетна поддръжка на системата за здравеопазване. Детската смъртност е наполовина по-ниска, отколкото във Вашингтон".
Според кубинското правителство пълните загуби на Куба от ембаргото са $104 000 000 000.

### За САЩ
Според Търговската комисия на САЩ годишните загуби на американските износители са $1 200 000 000.

## Опозиция
От 1991 г. Организацията на обединените нации гласува 19 резолюции, в които с огромното мнозинство настоява за сваляне на ембаргото. САЩ системно предприемат стъпки в обратната посока. Против последната резолюция 2009 г. се обявяват САЩ, Израел и Палау, подкрепят я 187 държави.